# Собор Святих Станіслава і Владислава (Вільнюс)
Кафедральний собор-базиліка Святого Станіслава та Святого Владислава (також Віленська латинська катедра, лит. Vilniaus Šv. Stanislovo ir Šv. Vladislovo arkikatedra bazilika) — римсько-католицький храм, розташований в центрі старої частини Вільнюса, поруч з Соборною площею.
Собор присвячений святому Станіславу, краківському єпископу XI століття, та святому Владиславу, королю Угорщини XI століття. У соборі проходили коронації Великого князівства Литовського.
Одна із знакових споруд міста.

## Історія
Вважається, що в дохристиянські часи на місці собору стояло капище язичницького бога Перкунаса. На думку істориків перший храм був побудований в середині XIII століття королем Міндовгом після його навернення в християнство та призначення єпископа Литви, що було першою спробою християнизації Литви. Залишки примітивної квадратної церкви з трьома навами та масивними контрфорсами були знайдені під поточним собором наприкінці XX століття.. Після смерті Міндовга в 1263 році перший храм знову став місцем язичницького поклоніння.
У 1387 році, коли Литва офіційно перейшла в християнство католицького обряду, розпочалося будівництво другого, готичного собору з п'ятьма каплицями. Однак цей собор згорів 1419 року. При підготовці до свого коронування 1429 року у спробі відродити Королівство Литви, Вітовт збудував значно більший, третій, готичний собор, який мав три нави та чотири круглі вежі по краях. Фламандський мандрівник (або бургундський лицар) Жільбер де Ланнуа відзначав його схожість з собором у польському Фромборку. І хоча коронація не відбулася стіни та колони цього собору збереглися до нашого часу. У 1522 році собор був реконструйований, а на вершині захисної вежі Нижнього замку була збудована дзвіниця. У 1529 році крон-принц та пізніше король Польщі Сігізмунд II Август був коронований у соборі Великим герцогом Литовським. Після пожежі 1530 року собор був знову відбудований, а в 1534–1557 роках до нього були додані нові каплиці та крипти. Собор набув рис стилю Відродження.
Після чергової пожежі 1610 року собор знову відбудували та додали дві вежі попереду. Однак вже 1655 року собор був пошкоджений, коли Вільнюс захопили московські війська під час Московсько-польської війни. його відновлювали та прикрашали ще декілька разів.

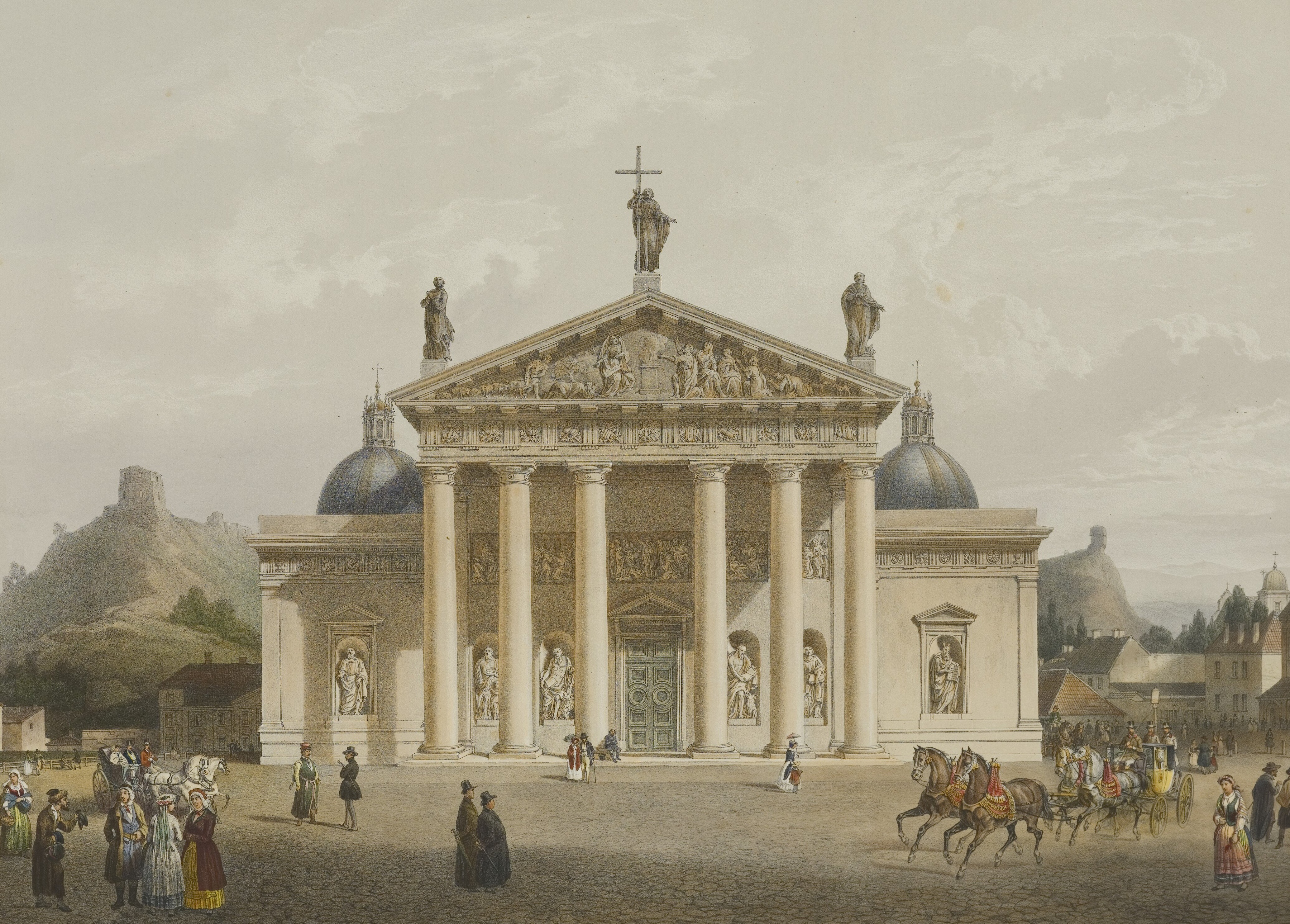
Фасад собору на старому малюнку.

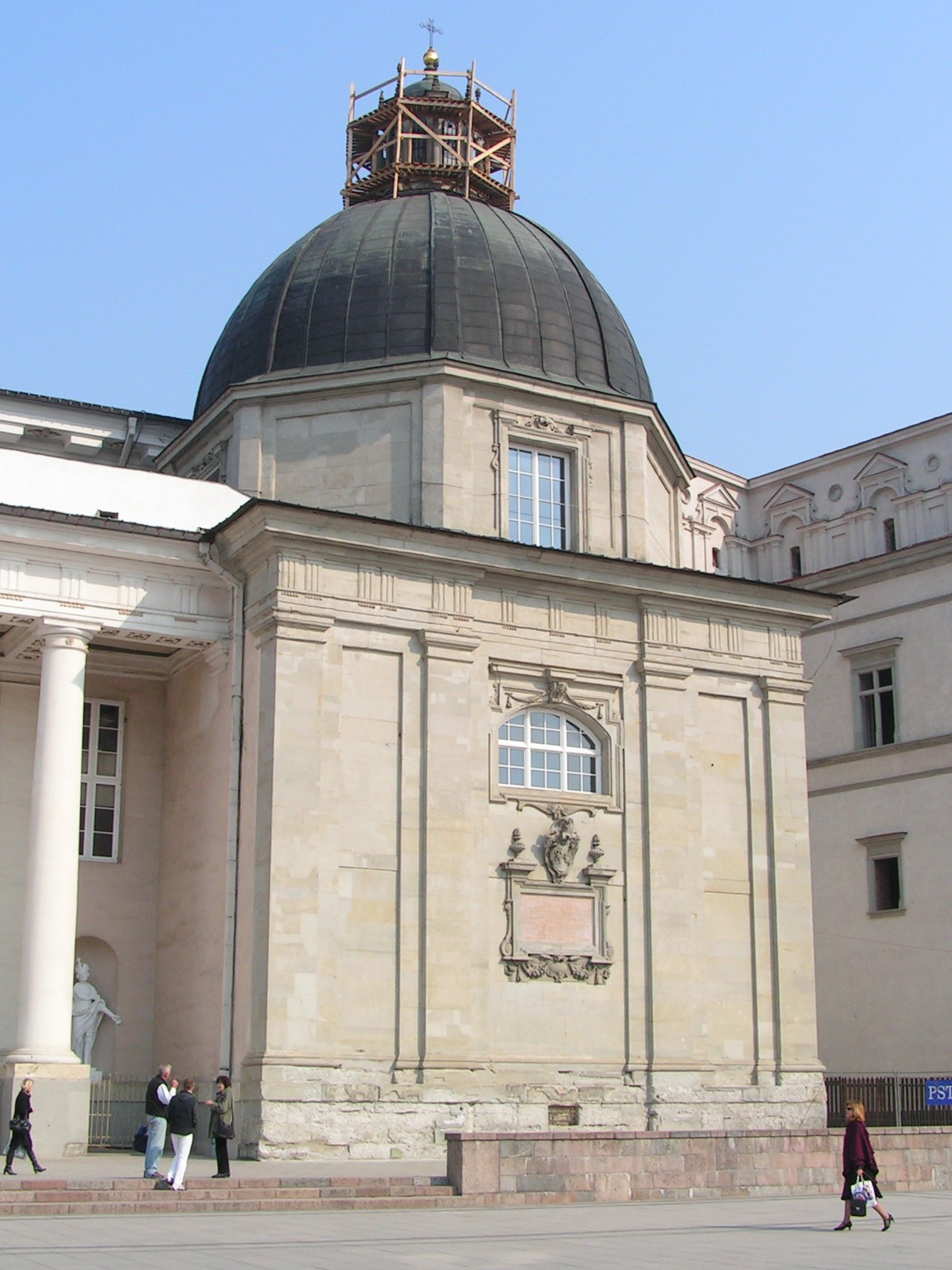
Каплиця Св. Казимира зовні

Між 1623 і 1636 роками з ініціативи Сигізмунда III Вази розпочато, а пізніше завершено його сином Владиславом IV Вазою, будівництво каплиці Святого Казимира в стилі бароко королівським архітектором Константіно Тенкалла зі шведського пісковика. Інтер'єр каплиці був реконструйований у 1691–1692 роках та прикрашений фресками Мікеладжело Паллоні, вівтарем та стуко роботи П'єтро Перті. Ця каплиця містить скульптури королів Ягеллонів і епітаф з серцем Владислава IV Вази та є визначним символом спільної литовсько-польської історії.
У 1769 році південна вежа, збудована при реконструкції 1666 року, впала на сусідню каплицю та вбила 6 людей. Після цього єпископ Вільнюса Іґнацій Якуб Массальський замовив реконструкцію собору. Роботи тривали в 1779–1783 роках, а інтер'єр було завершено 1801 року. Собор набув сучасного неокласичного виду відповідно до проекту Лауринаса Гуцявічуса; церква отримала строгий квадратний вигляд, який відповідав навколишнім будівлям. Головний фасад прикрасили скульптурами Євангелістів італійського скульптора Томмасо Ріґі. Пізніше академічні архітектори критикували собор за відсутність чистоти стилю — поруч з неокласичними залишились барочні елементи.
У 1786–1792 роках на дах собору були встановлені три скульптури Казимира Єльського — святого Казимира на південній стороні, святого Станіслава на північній та святої Олени по центру. Ці скульптури були зняті в 1950 році та відновлені в 1997 році. Ймовірно скульптура Св. Казиміра символізувала Литву, Св. Станіслава — Польщу, а Св. Олени — домінування Росії.
У радянські часи собор спочатку був перетворений на склад, пізніше на галерею. У 1985 році в храмі знову почалися служби, а з 1989 року відновили його статус як кафедрального.
У 2002 році позаду собору офіційно почалася відбудова Палацу Великих князів Литовських, що значно змінило архітектурний контекст собору.

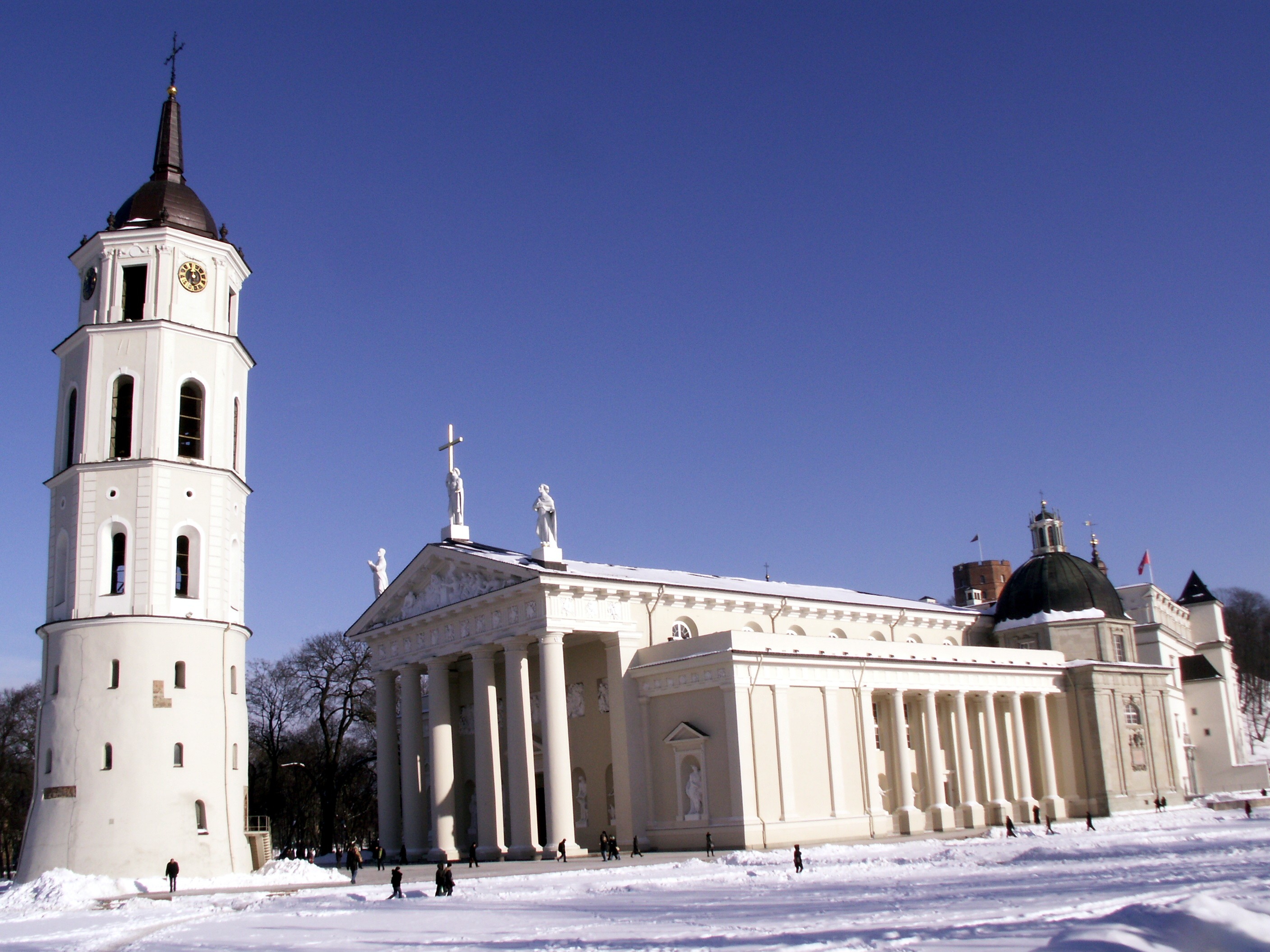
Собор та дзвіниця (2010)

Собор та дзвіниця були реконструйовані у 2006–2008 роках, в тому числі фасадам надали різнокольорових відтінків.

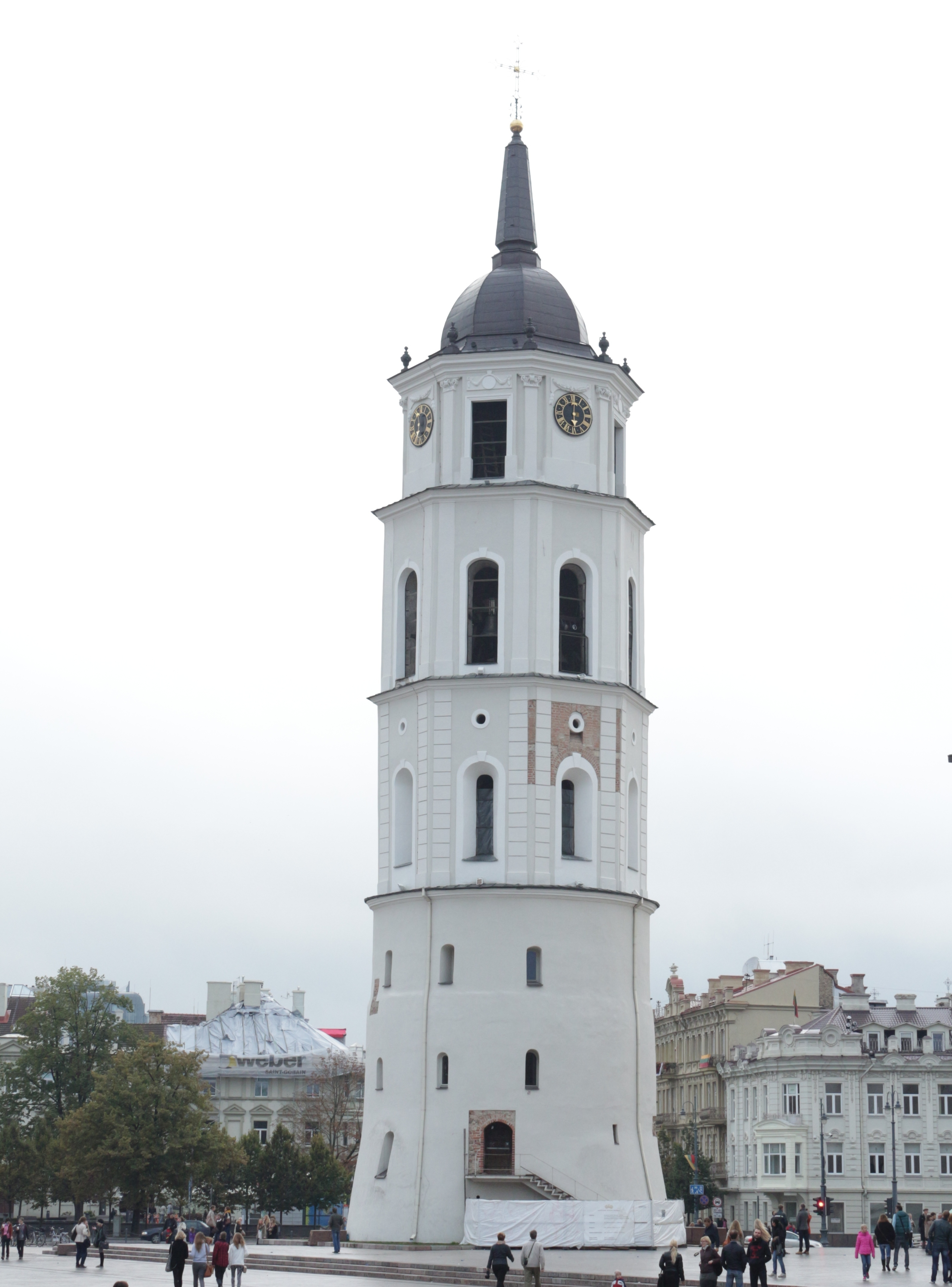
Дзвіниця (2013)
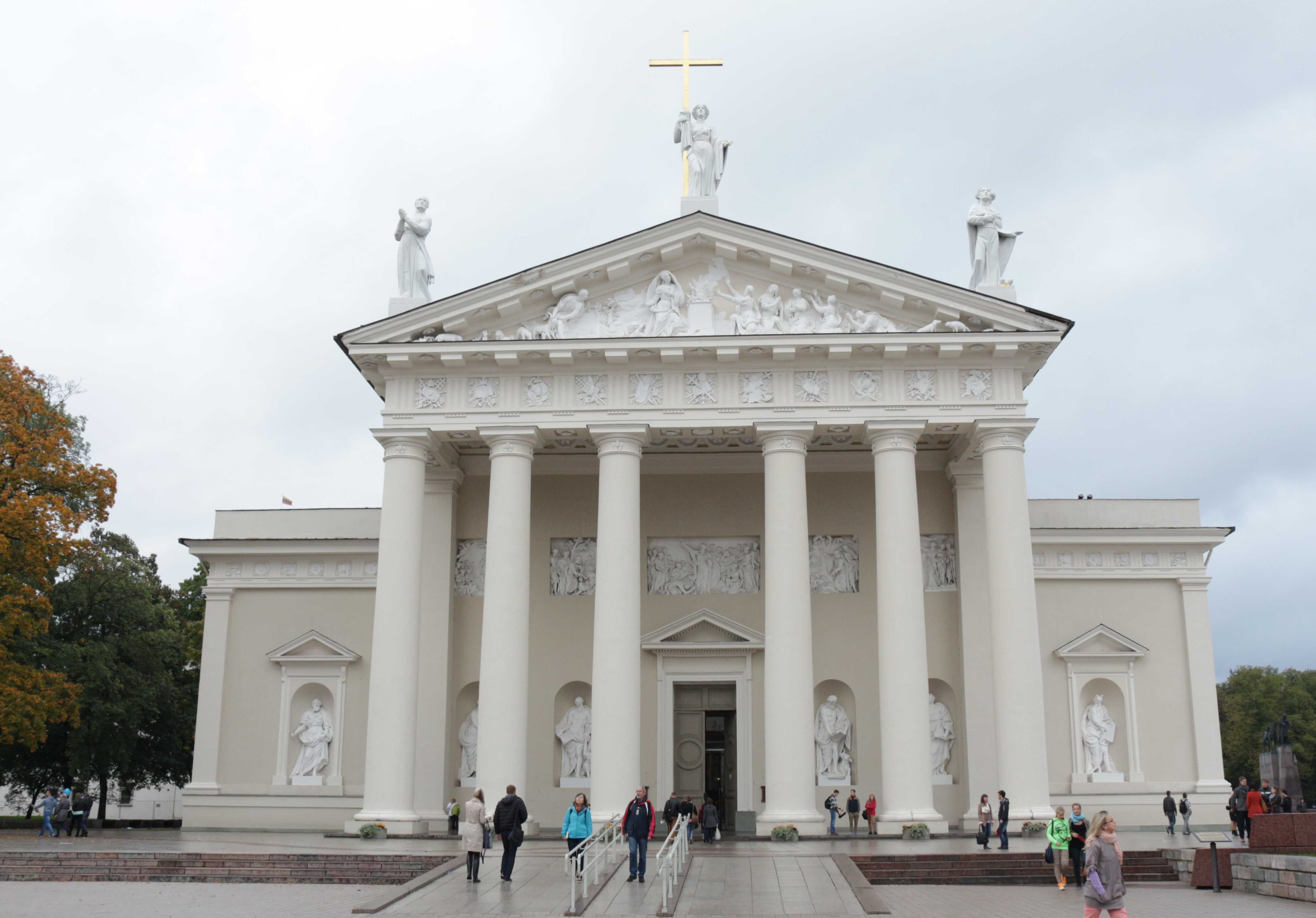
Кафедральний собор (2013)

## Внутрішній простір

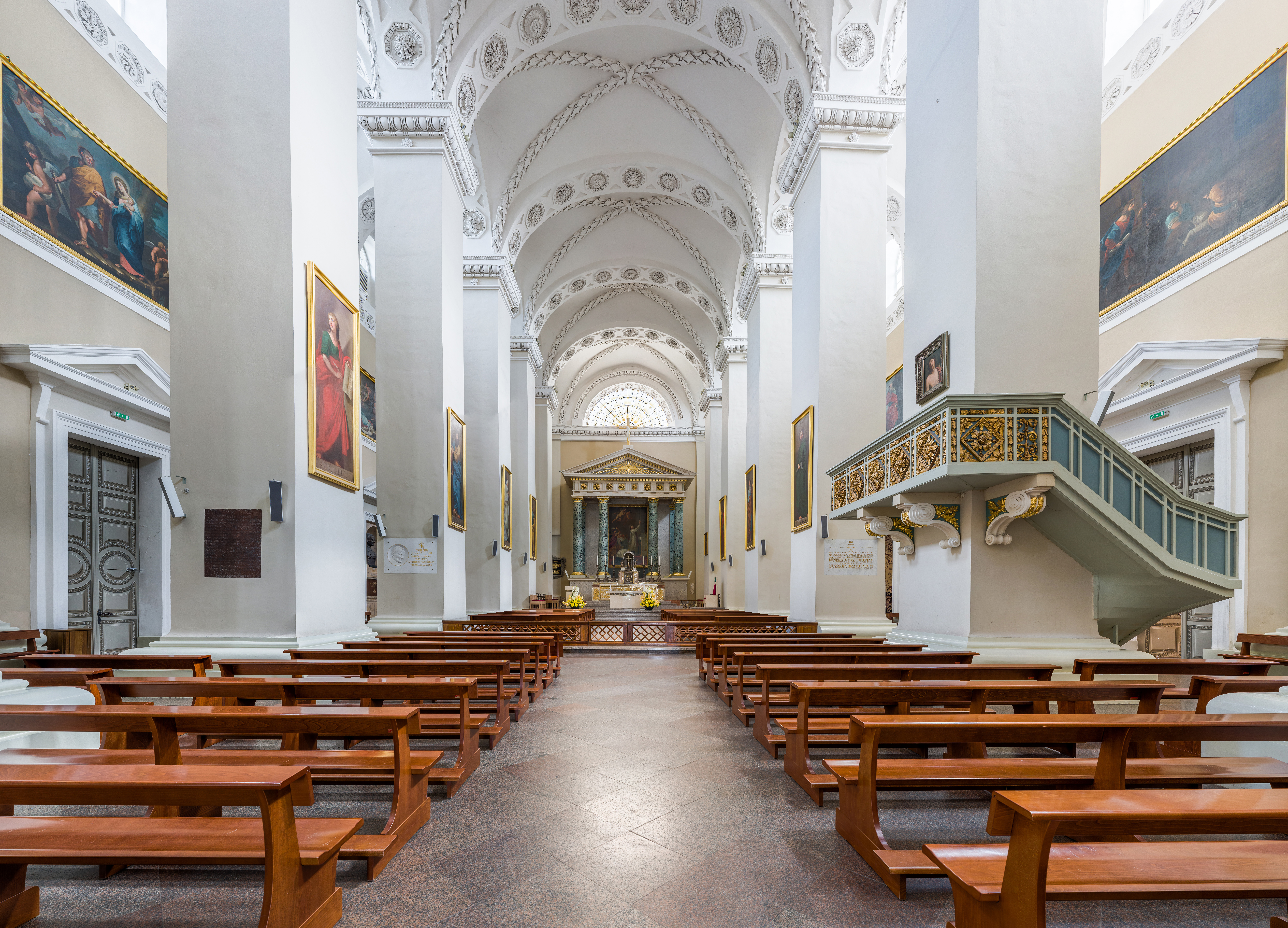
Інтер'єр

Всередині собору перебувають більше 40 робіт XVI-XIX століть, включно з фресками та картинами різних розмірів. Під час реставрації були розкопані вівтарі язичницького капища та першої церкви Міндовга, а також залишки собору 1387 року. На стіні однієї з підземних каплиць була знайдена фреска кінця XIV сторіччя, найстаріша в Литві.

### Усипальниця
У крипті та катакомбах собору поховані багато відомих особистостей з історії Литви та Польщі, наприклад:
- княжна Катерина Анна Острозька (1549-3.8.1579), донька  
Василя Костянтина
- Барбара Радзивілл — королева Польщі;
- Протасевич Валер'ян (в збудованому ним гробівці під вівтарем Св. Хреста[5]);
- Войцех Монивид,[6] Юрій Гедигольд — у «Монивидівській каплиці»;
- Серце і внутрішні органи великого князя Литви та короля Польщі Владислава IV Вази.
- Ян Радзивілл (крайчий литовський)[7]